# Jogos Para-Sul-Americanos
Os Jogos Para-Sul-Americanos (Castelhano: Juegos Parasuramericanos. Inglês: Para South-American Games) são um evento multiesportivo organizado pela Organização Desportiva Sul-Americana (ODESUL) para para-atletas dos Comitês Paralímpicos Nacionais (CPNs) Sul-Americanos e previsto para acontecer a cada quatro anos. Uma das características dos Jogos Para Sul-Americanos é a inclusão de competições que estão nos esportes olímpicos, como atletismo e natação e também a inclusão de outros esportes que não estão no programa dos Jogos Olímpicos, como o basquetebol em cadeira de rodas e tênis em cadeira de rodas.
A primeira edição dos Jogos Para-Sul-Americanos foi realizada em Santiago, capital do Chile, entre 26 e 30 de Março de 2014. Tal como os Jogos Paralímpicos ocorrem após os Jogos Olímpicos, estes foram planejados para ocorrer logo após o encerramento dos Jogos Sul-Americanos.

## Edições
| Ano  | Edição               | Cidade-sede          | País                 | Data                      | Atletas                | Nações                 | Esportes               | Nação campeã           |
| ---- | -------------------- | -------------------- | -------------------- | ------------------------- | ---------------------- | ---------------------- | ---------------------- | ---------------------- |
| 2014 | I                    | Santiago             | Chile                | 26 de março – 30 de março | 583                    | 8                      | 6                      | Argentina              |
| 2018 | —                    | Cochabamba           | Bolívia              | O evento foi cancelado    | O evento foi cancelado | O evento foi cancelado | O evento foi cancelado | O evento foi cancelado |
| 2022 | Sem evento realizado | Sem evento realizado | Sem evento realizado | Sem evento realizado      | Sem evento realizado   | Sem evento realizado   | Sem evento realizado   | Sem evento realizado   |
| 2026 | II                   | Valledupar           | Colômbia             | —                         | 1112                   | 14                     | 12                     | —                      |

## Cancelamento dos Jogos de 2018
Em assembleia em 2013, Cochabamba havia sido selecionada unanimamente pela ODESUL para sediar os Jogos Sul-Americanos de 2018, após retirada das candidaturas de Lima e Puerto La Cruz. O Comitê Olímpico Boliviano (COB) havia deixado claro que iria focar seus recursos nos Sul-Americanos e que esses recursos não alcançariam os Para-Sul-Americanos. Em agosto de 2016, o Comitê Paralímpico Argentino sugeriu que o evento para-esportivo fosse realizado em Buenos Aires, porém dificuldades financeiras forçaram a retirada da proposta em dezembro de 2017.
Imediatamente após a retração argentina, o Comitê Paralímpico das Américas iniciou discussões com os CPNs do Brasil, Chile, Colômbia [es] e Venezuela [es] para sediar os jogos, porém o curto prazo até a data do evento ultimamente acarretou na realização dos jogos de 2018 sendo suspensa em março do mesmo ano, por falta de infraestrutura disponível na cidade-sede. O COB retorquiu a suspensão, argumentando que não havia solicitado organizar os Para-Sul-Americanos e que, diferentemente dos Jogos Olímpicos, a nação anfitriã não tem obrigação de realizar ambas versões, também colocando que o país não tinha orçamento e que seria uma responsabilidade extra. O cancelamento causou problemas para os atletas, pois além de não mais terem o evento para competir no dado ano, ele também serviria como classificatória para os Jogos Parapan-Americanos de 2019, forçando os CPNs a buscarem alternativas.

## Delegações participantes
| País      | 2014 | Total |
| --------- | ---- | ----- |
| Argentina | 1º   | 1     |
| Brasil    | 2º   | 1     |
| Chile     | 5º   | 1     |
| Colômbia  | 4º   | 1     |
| Equador   | 6º   | 1     |
| Peru      | 8º   | 1     |
| Uruguai   | 7º   | 1     |
| Venezuela | 3º   | 1     |

## Modalidades
| Modalidade                      | 2014 | Total |
| ------------------------------- | ---- | ----- |
| Atletismo                       | ✓    | 1     |
| Basquetebol em cadeira de rodas | ✓    | 1     |
| Bocha                           | ✓    | 1     |
| Levantamento de peso            | ✓    | 1     |
| Natação                         | ✓    | 1     |
| Tênis de mesa                   | ✓    | 1     |
| Tênis em cadeira de rodas       | ✓    | 1     |
| Total                           | 7    | —     |

## Sedes
| País-sede | Cidade-sede | Total      |
| --------- | ----------- | ---------- |
| Chile     | 1           | Santiago   |
| Colômbia  | 2           | Valledupar |

## Quadro geral de medalhas
Esta tabela é montada pelo número de medalhas de ouro conquistada por cada país. O número de medalhas de prata é considerado o próximo critério de desempate e só então o número de medalhas de bronze.
A Argentina lidera o placar dos jogos, pois foi campeã na primeira edição.
| Ordem | País      | Medalha de ouro | Medalha de prata | Medalha de bronze | Total |
| ----- | --------- | --------------- | ---------------- | ----------------- | ----- |
| 1     | Argentina | 49              | 37               | 26                | 112   |
| 2     | Brasil    | 47              | 35               | 22                | 104   |
| 3     | Venezuela | 34              | 24               | 21                | 79    |
| 4     | Colômbia  | 33              | 43               | 37                | 113   |
| 5     | Chile     | 10              | 16               | 17                | 43    |
| 6     | Equador   | 1               | 5                | 2                 | 9     |
| 7     | Uruguai   |                 | 2                |                   | 2     |
| 8     | Peru      |                 |                  | 5                 | 5     |
| TOTAL | TOTAL     | 174             | 162              | 130               | 466   |